# Bandeira da Abecásia
Abecásia é controlada pela República da Abecásia, parcialmente reconhecida, e funciona como um Estado Abecásiano de fato independente. Geórgia, as Nações Unidas e a maioria dos governos do mundo consideram a Abecásia como parte da Geórgia, com o governo de jure legal da República Autônoma da Abecásia no exílio.

## República da Abecásia
No cantão vermelho, a mão aberta representa a nação abecásia. As sete estrelas acima da mão simbolizam as sete regiões da Abecásia. Sete é um número sagrado para os abecásios. As sete listras verdes e brancas representa a tolerância que permite a coexistência do Cristianismo e do Islamismo.